# Ernst de Suys
Ernst de Suys, celým jménem Arnošt (Ernst) Roland hrabě ze Suys a Tourabelu (kolem roku 1600 Lutych – 14. září 1645 Ybbs an der Donau) byl jednou z osobností třicetileté války, kde bojoval na císařské straně.

## Vojenská kariéra
Poprvé je Ernst de Suys zmiňován v roce 1628 jako jeden z Valdštejnových plukovníků a poté v souvislosti s bitvou u Lützenu v roce 1632. V nepřehledné situaci kolem údajné Valdštejnovy zrady zůstal věrný císaři a prokázal mu cenné služby jako velitel Prahy. Dosáhl vysokých vojenských hodností.
V bitvě u Breitenfeldu 2. listopadu 1642, kde císařská armáda utrpěla porážku, vedl dělostřelecký pluk. V této bitvě byl Švédy zajat a po dva roky držen v zajetí v Erfurtu. Svobodu získal až po zaplacení výkupného 28. listopadu 1644. Zúčastnil se ještě bitvy u Jankova a 9. února 1645 byl povýšen na říšského hraběte. Zemřel na úplavici v rakouském Ybbsu a je pohřben v kostele St-Remacle v Lutychu.

## Rodina a majetek
Rodina de Suys pocházela z dnešní Belgie. Ernstovou manželkou byla Ernestina de Suys, rozená d’Aspremont-Lynden. Vlastnili zámek Harzé, který Ernst ve druhé čtvrtině 17. století výrazně přestavěl. Nad průčelím se nachází společný erb rodů de Suys a Lynden.
V roce 1635 získal Ernst de Suys zámek Tupadly, který byl zkonfiskován předchozím majitelům Trčkům z Lípy, neboť Adam Erdman Trčka byl blízký Valdštejnovi a byl spolu s ním roku 1634 zavražděn. De Suys přestavěl tvrz v letech 1636–1642 na barokní zámek.
Jeho syn Arnošt (Ernst) Ferdinand Leopold se v roce 1666 oženil s Klárou Františkou Thunovou a žili na zámku v Kounicích. Zastával po nějaký čas úřad komorníka u císaře Leopolda I. V roce 1676 tupadelské panství po požáru prodal Marii Barboře z Pöttingů, rozené ze Šternberka. Na svém panství působili manželé ve prospěch svých poddaných. Jejich zásluhou byl postaven na východním konci Kounic při cestě do Bříství špitál pro sedm chudých starců. Arnoštovi se podařilo pro Nehvizdy vyprosit obnovu ztracené výsady na dva výroční trhy rozšířené i na prodej dobytka. Zemřel v roce 1677.